# Refiyîk Kadír
Refiyîk Kadír (n. 1879, Constanța, România – d. 20 decembrie 1929, Bazargic, România) a fost un militar tătar dobrogean, care a fost ofițer în armata română în Primul Război Mondial, fiind considerat un erou de război. Acesta a fost unchiul lui Ahmet Nurmambet, de asemenea luptător în primul război mondial și tatăl cântăreței Kadriye Nurmambet.